# Galzignano Terme
Galzignano Terme ist eine Gemeinde mit 4.280 Einwohnern (Stand: 31. Dezember 2023) in der Provinz Padua. Der Ort ist teils landwirtschaftlich geprägt, teils bekannt als Kurort – wie der Namenszusatz Terme andeutet. Das Gemeindegebiet liegt zum Teil im Naturpark der Euganeischen Hügel.

## Geografie
Galzignano Terme ist eine Gemeinde mit 4.280 Einwohnern in der Provinz Padua. Sie liegt in einer hügeligen Landschaft auf etwa 22 m über dem Meeresspiegel und ist sowohl landwirtschaftlich geprägt als auch als Kurort bekannt – ein Hinweis darauf findet sich bereits im Namenszusatz Terme. Das Gemeindegebiet grenzt im Süden an Monselice, Arquà Petrarca und in geringem Maß an Baone, im Norden an Torreglia und Teolo, im Osten an Vò und Cinto Euganeo und im Westen an Montegrotto Terme sowie Battaglia Terme.
Der Ort liegt im Regionalpark der Euganeischen Hügel, am Fuße des Monte Rua und des Monte Gallo, dort, wo die Hügel sanft in die Poebene übergehen. Gemeinsam mit drei angrenzenden Gemeinden teilt sich Galzignano die höchste Erhebung des Gebiets, den Monte Venda. Das neben dem Ortskern mehrere verstreute Dörfer umfassende Gemeindegebiet ist halbkreisförmig von den bewaldeten Hängen des Monte Rua (416 m), des Monte Orsara (362 m) und des Monte Gallo (385 m) umgeben. Die fruchtbaren Hänge werden überwiegend für den Obst- und Olivenanbau genutzt.
Am Übergang zur Poebene befindet sich ein modernes Kurzentrum, bestehend aus vier Hotels. Es nutzt 87 °C heiße Brom-Jod-Quellen, die bei Civrana im Osten der Gemeinde zutage treten, für Thermalbäder und Fangotherapien. Das Zentrum dient nicht nur der medizinischen Rehabilitation, sondern bietet mit einem 9-Loch-Golfplatz und einem weitläufigen Wellness-Bereich auch ein touristisches Angebot.
Zusammen mit den benachbarten Kurorten Abano Terme, Montegrotto Terme und Battaglia Terme gehört Galzignano Terme zur sogenannten Euganeischen Thermalregion, einem der traditionsreichsten und bedeutendsten Thermalgebiete Europas.

## Namensherkunft
Der Toponomastik-Forscher Dante Olivieri leitet den Namen der Gemeinde vom lateinischen Personennamen Gallicinus ab, verbunden mit dem Suffix -anus. Es handelt sich demnach um ein sogenanntes pädiales Toponym, das auf den Namen des ursprünglichen Besitzers eines Landgutes in diesem Gebiet zurückgeht.
Die Einwohner von Galzignano werden auf Italienisch Galzignanesi genannt.

## Geschichte

### Urgeschichte und Antike
Archäologische Funde belegen, dass die ersten Spuren menschlicher Besiedlung im Gebiet von Galzignano auf die Zeit zwischen dem 14. und 12. Jahrhundert v. Chr. zurückgehen – in die Bronze- und Eisenzeit. Eine kleine Gemeinschaft lebte damals am südlichen Hang des Monte Orbieso, knapp unterhalb des Gipfels. Die strategische Lage ermöglichte einen weiten Überblick über das heutige Thermalgebiet.
Ein bedeutender Fund aus der römischen Zeit ist ein Grenzstein aus dem Jahr 141 v. Chr., der die damalige Grenze zwischen dem Gebiet der Atestiner und dem Agro Patavino markierte.

### Mittelalter
Die früheste schriftliche Erwähnung Galzignanos stammt vom 9. Februar 952, als Kaiser Otto I. dem Domkapitel von Padua die Besitzrechte über „drei Gutshöfe in Galzignano“ bestätigte. In einer weiteren Urkunde aus Verona vom 14. Februar 1077 wird der Ort als „Villa que dicitur Galzegnano“ bezeichnet. Auch in der päpstlichen Zehntliste von 1297 wird Galzignano namentlich erwähnt.
Im 13. Jahrhundert wurde auf dem Monte del Castello (auch Castelletto) eine kleine Burg errichtet, erstmals erwähnt 1259. Wahrscheinlich handelte es sich um ein bischöfliches Lehen, das 1288 an Nicolò da Lozzo bestätigt wurde. Auf dem nahegelegenen Monte Castellazzo befand sich zwischen dem 13. und 14. Jahrhundert eine weitere Befestigung. Die Namen dieser beiden Hügel gehen auf die dort einst stehenden Festungen zurück.
Um 1160 gründete ein Mönch aus dem Kloster Santa Giustina in Padua ein Kloster auf dem Monte Venda, das 1229 an die Benediktiner überging. Es bestand bis 1771, als es durch die Republik Venedig aufgelöst wurde. Der Besitz ging später an die Familie Erizzo, die das Kloster verfallen ließ, nachdem es nur noch als Unterschlupf für Hirten genutzt wurde.

### Renaissance
Ab dem 15. Jahrhundert errichteten wohlhabende venezianische Adelsfamilien in Galzignano ihre Sommerresidenzen, zumeist auf den Hügelkuppen verstreut. Einige dieser Villen sind heute Ruinen, andere wurden restauriert und sind in Privatbesitz. Zu den bedeutendsten gehören:
- Villa Rizzoli Benedetti, erbaut im 15. Jahrhundert, umgebaut im 18. Jahrhundert
- Villa Civran Emo, im 17. Jahrhundert im Besitz der Grafen Emo Capodilista
- Villa Saggini, Ende 18. Jahrhundert
- Villa Boggian, zweite Hälfte des 18. Jahrhunderts
- Villa Barbarigo Pizzoni Ardemani im Ortsteil Valsanzibio, berühmt für ihre barocken Gärten mit Wasserspielen

Die Gartenanlage von Villa Barbarigo wurde im 17. Jahrhundert von Francesco Zuane Barbarigo und seinem Sohn Antonio geschaffen und gilt als ein Meisterwerk barocker Gartenkunst im Veneto. Sie ist in den Sommermonaten öffentlich zugänglich.

### Neuzeit und Zeitgeschichte
Bis 1797 gehörte das Gebiet zur Republik Venedig. Die fruchtbaren Ebenen zu Füßen der Hügel waren über Jahrhunderte hinweg von Sümpfen bedeckt, die ab dem 16. Jahrhundert von venezianischen Familien trocken gelegt wurden, um Landbesitz zu erwerben und repräsentative Landsitze zu errichten.
Während des Zweiten Weltkriegs war Galzignano Schauplatz einer tragischen Episode: das sogenannte Massaker von Vallarega. Als Vergeltung für die Tötung eines deutschen Soldaten durch den Widerstand wurden am Ortsrand von Luvigliano sieben Zivilisten erschossen – fünf davon gehörten zur Resistenza und waren bereits zuvor bei einer Razzia in Galzignano festgenommen worden. Zwei weitere Personen blieben unbekannt. Die Leichen wurden zwei Tage lang zur Abschreckung an den Platanen vor dem Palazzo dei Vescovi aufgehängt, bevor sie bestattet wurden. Der Befehl zum Massaker kam vom deutschen Wehrmachtsoffizier Hauptmann Lembke.
Im Jahr 1962 wurde rund um die Villengärten ein moderner 27-Loch-Golfplatz angelegt, entworfen vom amerikanischen Golfarchitekten Commander John D. Harris. Diese Sportanlage ergänzt heute das touristische Angebot Galzignanos.

## Ortsteile (frazioni)

### Valsanzibio
Valsanzibio ist der einzige Ortsteil von Galzignano und liegt zwischen dem Monte Gallo und dem Monte Orbieso. Die Ortschaft ist vor allem für den berühmten Garten der Villa Barbarigo bekannt. Von besonderem Interesse ist jedoch auch die alte Pfarrkirche Sant’Eusebio, nach der der Ort seinen Namen erhalten hat.

### Weitere Siedlungen
- Canova
- Cengolina Sottovenda
- Civrana (Kurzentrum)
- Grottarole
- Porto
- Noiera
- Regazzoni
- Pianzio

## Sehenswürdigkeiten

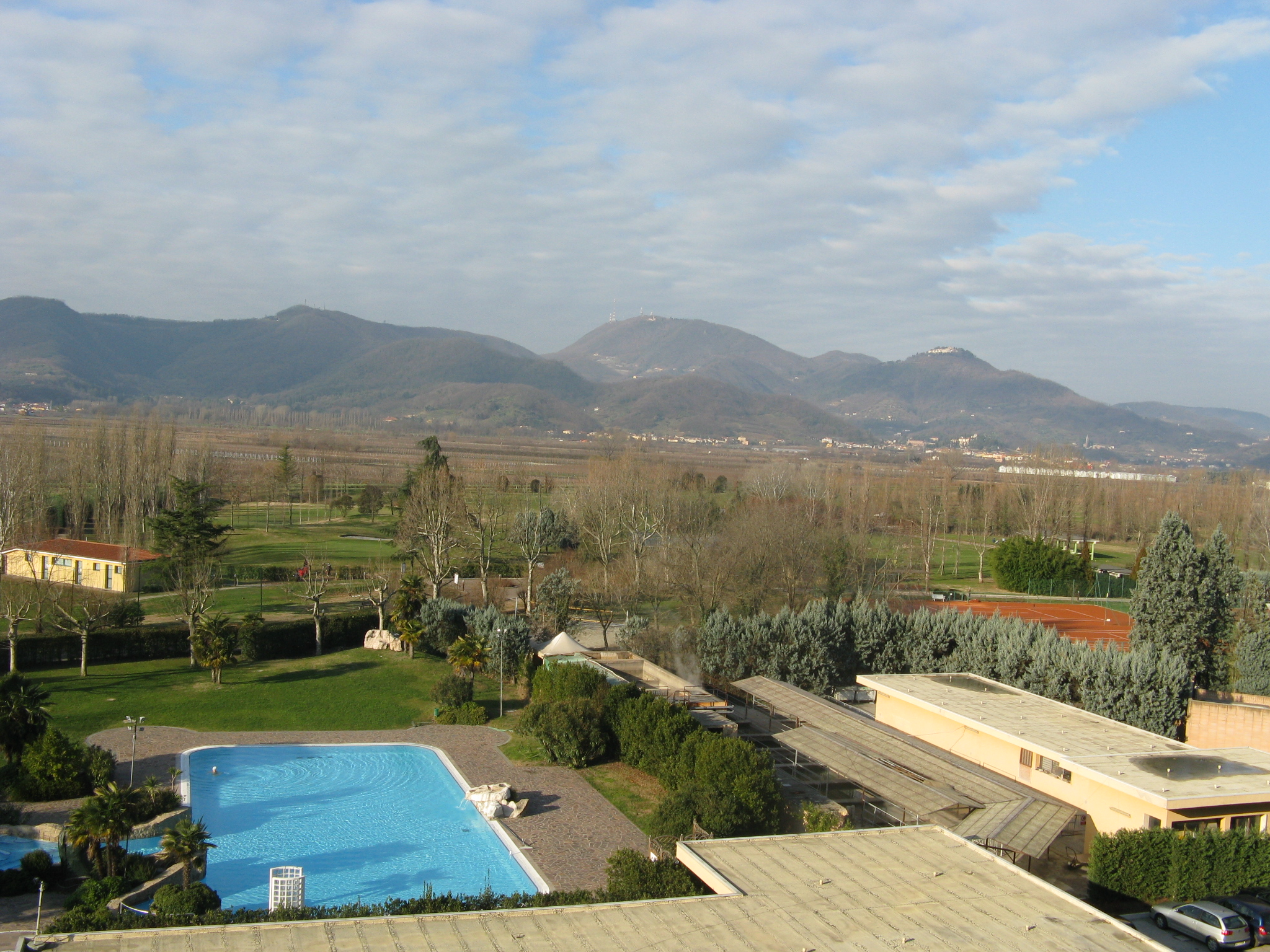
Kurbad und Golfplatz an der Peripherie der Euganeischen Hügel

Galzignano Terme ist Ausgangspunkt für Wanderungen und Mountainbike-Touren in den in weiten Teilen nicht mit dem PKW zugänglichen Naturpark der Euganeischen Hügel (Parco regionale dei Colli Euganei). Sehenswürdigkeiten in der Randzone des Naturparks auf dem Gemeindegebiet von Galzigano Terme sind insbesondere 
- die Gärten der Villa Barbarigo im Ortsteil Valsanzibio (s. o.) sowie
- die Kirche Mariä Himmelfahrt (Chiesa di Santa Maria Assunta) auf dem gleichnamigen Hügel oberhalb des Kernorts; sie wurde 1674 an Stelle eines Vorläufers aus dem 13. Jahrhundert wiederaufgebaut und beherbergt in ihrem Inneren ein Altarbild aus dem 17. Jahrhundert, das die Himmelfahrt Mariens mit zwei Heiligen darstellt. Die Fresken in der meist verschlossenen Kirche sind größtenteils nicht erhalten. Santa Maria Assunta wird zu Gottesdiensten nicht mehr genutzt, nachdem 1961 im Ortszentrum eine neue Gemeindekirche erbaut wurde.
- Auf dem Monte Orbieso verfallen die Ruinen des ehemaligen Benediktiner-Priorats von San Eusebio (12. Jahrhundert), das nach einem Register von 1518 einst über 72 landwirtschaftlich genutzte Areale verfügte und mit einem weiteren Benediktinerkloster, Mariä Verkündigung geweiht, durch einen Maultierpfad (Strada Fonda) verbunden war; von diesem stehen ebenfalls nur noch Ruinen. Heute folgt ein Wanderweg (Sentiero Atestino, 22 km lang) den historischen Spuren.

## Feste
- Rosenkranzfest (Sagra del Rosario): das Patronatsfest ist am 7. Oktober, doch die Sagra wird vorgezogen auf den ersten Sonntag im Oktober.
- Palio mit Maultieren: zeitgleich mit dem Rosenkranzfest wird ein Palio mit Maultieren abgehalten. In historischen Kostümen wird der Sieg der Venezianer gegen die Türken in der Schlacht von Lepanto (1571) nachgespielt.
- Pellegrinaggio a Monteortone: der Pilgergang nach Monteortone findet jedes Jahr am ersten Sonntag nach Ostern statt. Ziel ist das alte Heiligtum der Madonna della Salute in Monteortone. Dieser Pilgergang wurde als Reaktion auf die ersten Pestepidemien eingerichtet und dient dem Gedenken und Dank.
- Festa della Saresa in Gazilgnano: diese traditionelle Feier zeichnet sich durch folkloristische Umzüge, regionale Spezialitäten und Musik aus. Sie fördert die Pflege und Erhaltung der lokalen Kultur und zieht viele Besucher aus der Umgebung an. Insbesondere wird die Kirsche gefeiert, eines der hervorragenden lokalen Produkte des Landes, das im venezianischen Dialekt genau „Saresa“ heißt.